# Ambassade d'Ukraine en Belgique
L'ambassade d'Ukraine en Belgique est la représentation diplomatique de l'Ukraine auprès du royaume de Belgique. Elle est située à Bruxelles, la capitale du pays.

## Ambassadeurs
| N  | Terme       | Ambassadeur                | Image |
| -- | ----------- | -------------------------- | ----- |
| 1  | 1918        | Dmytro Levytsky            |       |
| 2  | (1919–1921) | Yakovliv Andriy Ivanovych  |       |
| 3  | 1992-1995   | Volodymyr Vasylenko        |       |
| 4  | 1995–1998   | Borys Tarasyuk             |       |
| 5  | 1998-2000   | Kostyantyn Hryshchenko     |       |
| 6  | 2000–2005   | Volodymyr Khandohiy        |       |
| 7  | 2005–2008   | Koval Jaroslav Hryhorovych |       |
| 8  | 2008-2010   | Bersheda Yevgen Romanovych |       |
| 9  | 2010–2015   | Ihor Dolhov                |       |
| 10 | 2016-2021   | Mykola Totchytskyi         |       |
| 11 | 2021-2022   | Pyvovarov Egor Yuriyovych  |       |
| 12 | 2022-       | Natalia Anoshina           |       |